# محمد البخيتان
محمد البخيتان (مواليد 7 أكتوبر 1983) هو لاعب كرة قدم سعودي.
لعب سابقاً في أندية الفتح وهجر و الدرعية والكوكب و الجبلين و الصقور و الجبيل والهداية.